# 宁夏省立师范专科学校
宁夏省立师范专科学校是民国末年位于银川的一所学校。

## 历史沿革
1948年9月，该校在马鸿逵的支持下成立，并获得国民政府教育部的核准备案。校址位于银川城西门外的一所寺庙内，共招收学生50余人。该校是宁夏历史上第一所高等院校。校长是刘柏石，但是由于刘柏石未曾到校办公，因此由李春达代理校长。1949年6月，该校搬迁至银川城内的宁夏师范学校。1949年9月，解放军攻克银川，学校停办。